# 張靜美
張靜美（1961年12月27日—）是台灣的漫畫家，出生於台北市，稻江家職（稻江護家前身）家政科畢業，代表作為《代戰天使》、《青春小鳥》。

## 生平簡歷
19歲時（1980年）進入伊士曼小咪出版社（大然文化前身）所舉辦的小咪漫畫培訓班，並以〈生命迴響曲〉獲得第1屆小咪漫畫新人獎第2名；翌年再以〈水仙子〉獲得第2屆小咪漫畫新人獎第1名。
21歲時（1982年）以〈靈香園傳奇〉於伊士曼《小咪漫畫周刊》開始連載而正式出道，23歲時（1984年）以〈如夢似幻〉獲得民國73年度全國漫畫大擂台連環漫畫獎佳作，24歲時（1985年）以〈杜鵑．杜鵑〉於時報文化《歡樂漫畫半月刊》開始連載。25歲時（1986年）以〈啞妻〉於時報《歡樂漫畫半月刊》開始連載，該作品改編自言情小說家瓊瑤所著小說《六個夢》；隔年（1987年）本作品並獲得國立編譯館優良漫畫獎佳作。26歲時（1987年）以〈我心飛舞〉於時報《歡樂漫畫》開始連載，同年以〈可家少爺〉、〈奇夢神話〉於《漢堡漫畫》開始連載。
27歲時（1989年）以短篇〈祝你快樂〉、〈淚蓮〉刊載於《漢堡漫畫》，28歲時（1990年）以短篇〈叛命歲月〉刊載於時報《星期漫畫》，30歲時（1992年）以〈代戰天使〉於大然《公主雙週刊》開始連載。同年，漢堡雜誌休刊，〈奇夢神話〉在《公主快報》別冊〈花與夢〉創刊後繼續連載。33歲時（1995年）出版台灣漫畫界第一本少女漫畫彩色畫集《天使花園》。
34歲時（1996年）開始出版長篇漫畫《青春小鳥》，該作品描述一位為能幻化人形的妖精鳥青春受明鳥王所託向世代積善李家傳達重要訊息，卻因為重傷記憶喪失後留在人間，與少爺李盼翼、黑公雞精晨帝等角色間所發生的喜劇故事；35歲時（2002年）以《青春小鳥》獲得行政院新聞局金鼎獎漫畫讀物類優良圖書推薦。
36歲時（1998年）以〈美麗燈神歐米亞〉於長鴻出版社《美少女月刊》開始連載，37歲時（1999年）出版單行本《甜蜜小仙女》，39歲時（2001年）出版單行本《洞庭花語》，45歲時（2007年）傳出因視網膜病變接受治療暫時停止創作。

### 逸事
- 作品題材多以悲劇為主，畫面唯美細緻，被譽為台灣少女漫畫先驅[2]。
- 非常喜愛自己的寵物鳥，作品《青春小鳥》女主角妖精鳥青春，設定來自於所養的寶貝鳥BiBi。

## 作品一覽

### 短篇漫畫
- 生命迴響曲（獲得第1屆小咪漫畫獎第2名）
- 水仙子（獲得第2屆小咪漫畫獎第1名）
- 如夢似幻（獲得第1屆時報全國漫畫大擂台連環漫畫獎佳作）
- 祝你快樂（刊載於駿馬文化《漢堡漫畫》）
- 淚蓮（刊載於駿馬文化《漢堡漫畫》）
- 叛命歲月（刊載於時報《星期漫畫》）
- 可愛小bibi（刊載於《魔女禁區》）

### 長篇漫畫
- 靈香園傳奇（刊載於《小咪漫畫》周刊）
- 杜鵑．杜鵑（刊載於時報《歡樂漫畫》半月刊）
- 啞妻（刊載於時報《歡樂漫畫》半月刊）
- 我心飛舞（刊載於時報《歡樂漫畫》月刊）
- 可家少爺（刊載於駿馬文化《漢堡漫畫》月刊）
- 奇夢神話（刊載於駿馬文化《漢堡漫畫》月刊、大然《公主快報》別冊〈花與夢〉）
- 代戰天使（刊載於大然《公主》雙週刊）
- 青春小鳥 （刊載於長鴻《美少女》月刊）
- 美麗燈神歐米亞（刊載於長鴻《美少女》月刊）
- 甜蜜小仙女
- 洞庭花語

### 畫冊
- 天使花園畫冊
- 夢境天使複製畫集

### 單行本
- 可家少爺（全4集）
- 杜鵑．杜鵑（全1集）大然
- 啞妻（全1集）大然
- 我心飛舞（全1集）
- 奇夢神話（全3集）大然
- 代戰天使（全5集）
- 青春小鳥（全9集）長鴻
- 洞庭花語（全3集）狂龍

## 外部連結
- 奇夢神話